# Javené
Javené (en bretó Yaoueneg, en gal·ló Javenaé) és un municipi francès, situat a la regió de Bretanya, al departament d'Ille i Vilaine. L'any 2006 tenia 1.776 habitants.

## Demografia
| 1962                                       | 1968 | 1975 | 1982  | 1990  | 1999  |
| ------------------------------------------ | ---- | ---- | ----- | ----- | ----- |
| 717                                        | 736  | 856  | 1.168 | 1.268 | 1.567 |
| Des de 1962: població sense dobles comptes |      |      |       |       |       |

## Administració
| Període   | Identitat         | Partit |
| --------- | ----------------- | ------ |
| 2001-2008 | Jean-Claude Laizé |        |
| 2008-     | Bernard Delaunay  |        |